# Ar rannoù

Partition des séries, telles que présentées dans le Barzaz Breiz.

Ar rannoù (Les séries ou Les séries ou le druide et l'enfant), également nommé Gousperoù ar raned (Les Vêpres des grenouilles en français,), sont un chant du répertoire traditionnel breton, composé de douze parties, les « séries ».   

## Origine et signification desséries
L'origine réelle de ce chant reste inconnue.  
Théodore Hersart de La Villemarqué collecte ce chant en Cornouaille et le couche par écrit dans le Barzaz Breiz, en faisant la pièce d'ouverture de son ouvrage. Pour lui l'origine du chant remonte à l'époque des druides et est un témoignage du passé sur la mythologie bretonne, la composition du monde, la vie ou des batailles.  
Pour d'autres, dont François-Marie Luzel qui en collecte une vingtaine de versions différentes en Cornouaille et Trégor (Gousperoù ar raned), il ne s'agit que d'une rimadell destinée à travailler la mémoire. Luzel réfute la version de La Villemarqué, qu'il déclare erronée car surinterprétée quant à l'aspect mythologique. Cependant, certaines variantes collectées par Luzel possèdent des éléments très proches de la version de de La Villemarqué.  
Dans les deux cas, la signification réelle des paroles reste entourée d'un certain mystère, les personnes chez qui sont collectés ces chants admettant elles-mêmes ne pas connaître la signification réelle des paroles. 

### Versions comparées
| Ordre du chant | Théodore Hersart de La Villemarqué - Ar rannoù | François-Marie Luzel - Gousperoù ar raned | Sœurs Goadec (breton) - Collectage de Claudine Mazéas en 1959 |
| -------------- | --- | --- | --- |
| 1er            | Pas de série pour le nombre un : la Nécessité unique ; le Trépas, père de la douleur ; rien avant, rien de plus. | Un anneau d'argent à Marie | Un diaboli de c'hoari (un yoyo pour jouer) |
| 2e             | Deux bœufs attelés à une coque ; ils tirent, ils vont expirer ; voyez la merveille ! | Deux anneaux d'argent à Marie | Daou bezh arc'hant a vank din (deux pièces d'argent qui me manquent) |
| 3e             | Il y a trois parties dans le monde : trois commencements et trois fins, pour l’homme et pour le chêne aussi. Trois royaumes de Merzin (Merlin) ; fruits d’or, fleurs brillantes, petits enfants qui rient. | Trois reines dans un palais, Possédant les trois fils d'Henri, Jouant, fredonnant (chantant), Un anneau d'argent avec chacune                      | Tri ha tri hag ur merdri (Trois et trois et un cellier) |
| 4e             | Il y a quatre pierres à aiguiser : pierres à aiguiser de Merlin, qui aiguisent les épées rapides. | Quatre acolytes Chantant l'Exaudi | Ar bevared deus a grec'h 'Tisput deus ar saveter (Le quatrième sur la hauteur se dispute à propos du sauveur) |
| 5e             | Il y a cinq zones autour de la terre : cinq âges dans la durée du temps ; un dolmen sur notre sœur. | Cinq vaches très noires, Traversant une tourbière                                                                                                  | Pemp buoc'h du moal Tont deus or c'hoat tenval (Cinq vaches noires au poil ras, venant d'un bois sombre) |
| 6e             | Il y a six petits enfants de cire, vivifiés par l’énergie de la lune ; si tu ne sais pas, moi je sais. Il y a six plantes médicinales dans le petit chaudron ; le petit nain mêle le breuvage, le petit doigt dans la bouche. | Six frères et six sœurs | C'hwec'h preur, c'hwec'h c'hoar (Six frères, six soeurs) |
| 7e             | Il y a sept soleils et sept lunes, sept planètes avec la poule Sept éléments avec la farine de l’air (les atomes). | Sept jours et sept lunes | Seizh li, seizh 'la' (Sept (?) sept ans) |
| 8e             | Il y a huit vents qui soufflent ; huit feux avec le feu du père, allumés au mois de mai sur la montagne de la guerre. Huit génisses de la blancheur éclatante de l’écume des mers, paissant l’herbe de l’île profonde ; huit génisses blanches à la Dame | Huit petits batteurs sur l'aire Battant des pois, battant des cosses                                                                               | Eizh karr nevez Tont deus ur bourk nevez Leun a vein nevez En danjer deus o buhe (Huit voitures neuves, venant d'un bourg neuf Pleines de pierres neuves Au péril de leurs vies) |
| 9e             | Il y a neuf petites mains blanches sur la table de l’aire, près de la tour de Lezarmeur, et neuf mères qui poussent de grands gémissements. Il y a neuf korrigan qui dansent avec des fleurs dans les cheveux et des robes de laine blanche, autour de la fontaine, à la clarté de la pleine lune. Il y a la laie et ses neuf marcassins, à la porte du château, leur bauge, grognant et fouissant, fouissant et grognant ; petit ! petit ! accourez au pommier ! le vieux sanglier va vous faire la leçon. | Neuf fils armés revenant de Nantes Leurs épées rompues Leurs chemises sanglantes Le plus terrible fils qui porte haut la tête S'effraye à les voir | Nav den bemde Zo ganin-me o tornet Tri a lem, tri a laka Tri a frapa war ar leur Kichenn ti me breur (Neuf hommes chaque jour Sont avec moi à battre Trois affutent, trois disposent, trois frappent sur l'aire Près de la maison de mon frère)                                                                                            |
| 10e            | Dix vaisseaux ennemis ont été vus venant de Nantes: Malheur à vous ! malheur à eux ! hommes du Vannes ! | Dix navires sur le rivages Chargés de lin, de drap                                                                                                 | Dek den armet Tont dimeus e Naoned O rochedoù gwadet An druez 'z e' o gwellet Ar mod ez int abimet (Dix hommes armés Venant de Nantes Leurs chemises ensanglantées C'est pitié que de voir La façon dont ils sont blessés) |
| 11e            | Onze bélek armés, venant de Vannes, avec leurs épées brisées ; Et leurs robes ensanglantées ; et des béquilles de coudrier ; de trois cents il ne reste qu’eux onze. | Grognant, dégrognant Onze truies, onze pourceaux                                                                                                   | Unnek ki chase 'Tont deus on assemble A lâr o mestr dezhe « – Setu or c'had aze Hi c'haset hag hi digaset Ken ha po hi zapet Ha din-me digaset Deus ur ber 'o laket » (Onze chiens de chasse Venant d'une assemblée Leur maître leur dit "Voilà un lièvre Coursez-le Jusqu'à l'attraper Et me l'avoir ramené Qu'on le mettre à la broche") |
| 12e            | Il y a douze mois et douze signes ; l’avant-dernier, le Sagittaire, décoche sa flèche armée d’un dard. Les douze signes sont en guerre. La belle vache, la vache noire à l’étoile blanche au front, sort de la forêt des dépouilles ; Dans la poitrine le dard de la flèche ; son sang coule ; elle beugle, tête levée ; La trombe sonne : feu et tonnerre ; pluie et vent; tonnerre et feu ; rien ; plus rien ; rien, ni série !                                                                           | Douze épées mignonnes Démolissant avec rage ton pignon Menu comme son                                                                              | Ur wiz ha unnek porc'hell 'Tont deus er memes joc'hell A lare 'n eil d'egile Porc'hell da borc'hell Joc'hell da joc'hell (Une truie et onze pourceaux Venant de la même soue Se disant les uns aux autres Pourceaux à pourceaux Soues à soues)                                                                                             |

## Interprétations chantées

### Manière de chanter
Le chant est un dialogue entre un enfant et un maître (un druide pour de La Villemarqué). Le maître demande à l'enfant ce qu'il souhaite savoir, ce à quoi l'enfant lui demande la première strophe (une « série » pour de La Villemarqué). Le maître chante la première strophe, puis repose la question. L'enfant demande alors la deuxième strophe. Le maître chante la deuxième strophe puis répète la première strophe. Puis l'enfant demande la troisième strophe et ainsi de suite. Le chant se déroule avec ces répétitions des précédentes strophes déjà chantées, jusqu'à ce que la douzième strophe soit chantée,. 

### Interprétations majeures
Gousperroù ar ranned ont été interprétées par les Sœurs Goadec en 1967.
Sur son album Me 'zalc'h ennon ur fulenn aour, Denez Prigent chante une version intégrale des rannoù durant une quinzaine de minutes, accompagnée de samples électro.
Louise Ebrel interprète ar rannoù sur son album Me Zad Me Mamm.
Dans le cadre d'un projet musical porté par Jacques Pellen, Annie Ebrel interprète ar rannoù.
Yann-Fañch Kemener interprète les vêpres des grenouilles sur son album Chants profonds de Bretagne.

## Autres utilisations
Dans U4 Koridwen, de Yves Grevet, ce chant apparaît à de nombreuses reprises[réf. souhaitée].
Dans Les Yeux d'étain de la ville glauque, deuxième tome de la série de bande dessinée Les Compagnons du crépuscule de François Bourgeon, un druide apprend à son disciple les strophes du poème.